# 나카마 미츠케이마
나카마 미츠케이마(仲間 満慶山: 1467년? - 1500년)는 15세기 이시가키섬의 호족이다. 켄쇼씨(憲章氏)의 조상이다.
몰락한 헤이케 망명자의 후손이라는 전승이 있다. 이시가키섬 서부의 가와히라촌을 다스렸다.
1500년 아카하치의 난 때 오야케 아카하치가 나카마 미츠케이마를 불러 함께 거병하자고 제안했으나 나카마는 이를 거절했다. 나카마는 말을 타고 혼자 돌아가는 길에 아카하치가 파 놓은 허방다리에 빠져 죽었다.